# Tarikhaneh
Il Tarikhaneh (in persiano مسجد تاریخانه‎) è la più antica moschea dell'Iran tutt'oggi esistente. Si trova nella città di Damghan e la sua costruzione è datata al 760. Viene anche chiamata Masjid-i Chehel-Sotun ("Moschea delle 40 colonne") ed è stata più volte definita "uno dei più magnifici edifici dell'Iran".

## Descrizione
Il Tarikhaneh è il più antico monumento islamico della città. La presenza di archi ellittici e di colonne massicce ne fanno un esempio di architettura preislamica, che fonda influenze di tipo sasanide con elementi tipici dell'ipostilo arabo. Al suo fianco si erige uno dei più antichi minareti della nazione, risalente al 1026-1027 circa e costruito per volere del governatore ziyarida Abu Harb Bakhtyar. Questo minareto in stile selgiuchide ne avrebbe sostituito uno più antico crollato nel IX secolo per via di un terremoto. La cima dell'attuale torre possiede diversi tipi di mattoni ed è stata più volte restaurata a seguito di danneggiamenti dovuti alla sua illuminazione.
A sud del minareto si accede all'ingresso della moschea. Si ritiene che il complesso sia stato danneggiato durante l'invasione turcomanna della metà del XII secolo e che sia stato in seguito restaurato. I suoi archi sottili a punta sono i primi rinvenuti nella storia della Persia islamica, tuttavia i mattoni bruciati e le colonne hanno egual misura di quelle del palazzo sasanide del sito di Tepe Hissar, localizzato a 5 km a sudest di Damghan. Il cortile interno a pianta quadrata permette l'accesso ai 4 iwan, ognuno dei quali è posto su ciascun lato del quadrato sormontato da volte che si reggono con pilastri cilindrici. Il mihrab si trova alle spalle del muro della qibla, alla cui destra giace il minbar.
Nonostante i numerosi restauri, l'integrità architettonica del complesso è rimasta intatta.

## Descrizione di Robert Byron
Il Tarikhaneh è menzionato ne La via per l'Oxiana di Robert Byron: 
(Robert Byron, La via per l'Oxiana)